# Фауністичне різноманіття Цуманської пущі

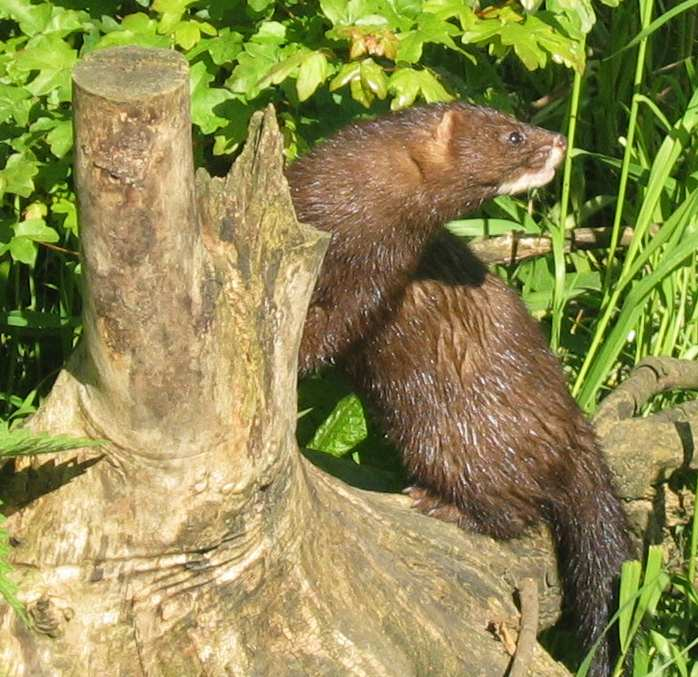
Норка європейська

фауністичне різноманіття Цуманської пущі представлене в основному лісовими видами — неморальні (лат. nemoralis — лісовий) і бореальні, значну частку становлять широкоареальні види — мешканці луків, водойм та боліт. Представлені тут тварини-синантропи, які екологічно пов'язані з агроландшафтами, в тому числі й помешканнями людини. За узагальненими даними на території Цуманської пущі виявлено 249 видів хребетних тварин, з них кісткових риб — 23, земноводних -11, плазунів — 7, птахів — 166, ссавців — 42 види.

## Історія досліджень
Перші писемні свідчення щодо надзвичайного багатства тваринного світу Цуманських лісів ми знаходимо в Літописі, у частині, де йдеться про Луцький з'їзд монархів Європи 1492 року. Згідно з цим історичним документом до столу вінценосних осіб та їхньої світи щодня протягом двох місяців із лісів Цуманської пущі постачали м'ясо зубрів, лосів, кабанів та інших тварин.
В цілому слід визнати, що до останнього часу у фауністичному відношенні Цуманська пуща була вивчена недостатньо. У першій половині XX століття в цьому районі спорадично працювали відомі західноукраїнські зоологи Ф. І. Страутман та К. О. Татаринов, які зібрали фрагментарні матеріали щодо хребетних тварин і навели їх у своїх узагальнювальних працях.
Наприкінці XX століття хребетних тварин регіону, переважно птахів, спорадично вивчали М. В. Химин та деякі інші дослідники. Регулярне вивчення природних комплексів Цуманської пущі розпочалось з 2002 року. Цю роботу очолив Науковий центр заповідної справи Мінекоресурсів України, який організував кілька комплексних експедицій, зокрема і з вивчення фауни (збирались дані щодо видового складу, чисельності окремих видів, територіального та біотопічного розподілу переважно хребетних тварин, а також матеріали щодо раритетної компоненти фауни). Тоді ж співробітники Інституту зоології НАН України О. О. Байдашников, З. Л. Берест та О. Ю. Мороз, яких Науковий центр залучав до польових досліджень, розпочали вивчення безхребетних тварин Цуманських лісів.

## Загальна характеристика
За зоогеографічними параметрами територія Цуманської пущі належить до бореальної лісової зоогеографічної зони поліського зоогеографічного округу, західно-волинського зоогеографічного району (Страутман, Татаринов, 1958). За більш сучасними уявленнями (Щербак, 1988) територія Цуманської пущі належить до Бореальної європейсько-сибірської підобласті, Східноєвропейського округу, району мішаного, листяного лісу та лісостепу, підділянки Західне або Волинське Полісся.
Характерними представниками фауни хребетних західно-волинського зоогеографічного району є такі види, як черепаха болотна (Emys orbicularis), лелека чорний (Ciconia nigra), тетерук (Lyrurus tetrix), орябок (Tetrastes bonasia), журавель сірий (Grus grus), баранець великий (Gallinago media), сорокопуд сірий (Lanius excubitor) видра річкова (Lutra lutra), лось (Alces alces), бобер річковий (Castor fiber) та деякі інші.
Викопна плейстоцен-голоценова фауна птахів та ссавців свідчить про те, що протягом плейстоцену і голоцену зазначена територія, що належить до Волинського Полісся, була південною частиною природної лісової зони. Загалом, склад фауни хребетних з тих часів мало змінився.
Характер фауни Цуманської пущі значною мірою визначають її географічне розташування, особливості рельєфу, розподіл та склад рослинності. Наявність на цій території значних площ листяних (дубових та грабово- дубових), мішаних (з переважанням дуба та сосни) та соснових лісів, наявність заболочених ділянок і численних водотоків створюють широку гаму біотопів — саме це є причиною багатства та різноманітності фауни цього унікального куточка Українського Полісся.
Важливим чинником слід визнати й те, що фауна цієї частини Полісся, як і флора, є відносно молодою. Її характеризує наявність помітної кількості погра- ничноареальних видів, які перебувають тут на південній межі свого поширення (рись, глушень, тетерук, рябчик, чорниш, сорокопуд сірий та деякі інші). У складі фауни Цуманської пущі переважають лісові види — неморальні і бореальні, значну частку становлять широкоареальні види — мешканці луків, водойм та боліт. Представлені тут і тварини-синантропи, які екологічно пов'язані з агроландшафтами, в тому числі й помешканнями людини. За узагальненими даними на території Цуманської пущі виявлено 249 видів хребетних тварин, з них кісткових риб — 23, земноводних -11, плазунів — 7, птахів — 166, ссавців — 42 види.
За співвідношенням між фаунами хребетних зазначеної території, Волині та всієї України, хребетні регіону становлять 64,1 %, а їх класи — 61,3-100 % від волинської фауни і, відповідно, 31,8 % та 12,4-69,2 % від фауни України. Достатньо високі показники за співвідношенням до Волині (30-67,4 %) та за відношенням до України (11,5-40,3 %) мають види хребетних, які охороняються відповідно до Червоних книг, Червоних списків, міжнародних конвенцій та угод.

## Основні фауністичні комплекси
Аналіз біотопічного розподілу хребетних тварин на території Цуманської пущі дозволяє виділити 6 основних фауністичних комплексів.

### Фауністичний комплекс широколистяних лісів
Характерний для значних площ і є одним із найбагатших. У ньому представлений 131 вид хребетних, зокрема 84 види птахів, серед яких переважають горобцеподібні (Passeriformes). Ссавці, плазуни та земноводні представлені в цьому комплексі значно меншою кількістю видів. Типовими видами для цього комплексу є, зокрема, жаба гостроморда (Rana arvalis), зяблик (Fringilla coelebs), вівчарик-ковалик (Phylloscopus collybita), дятел середній (Dendrocopos medius), вівчарик жовтобровий (Phylloscopus sibilatrix), вільшанка (Erithacus rubeculd), синиці блакитна (Parus caeruleus) та велика (Parus major), дрозди співочий (Turdus philomelos) та чорний (Turdus merula), куниця лісова (Martes martes), вовчок горішниковий (Muscardinus avellanarius), сарна європейська (Capreolus capreolus) та деякі інші. Характеризований фауністичний комплекс в орнітофауністичному відношенні є одним з найбагатших і становить понад 90 % від кількості видів птахів загального західноукраїнського орнітокомплексу широколистяних лісів (Горбань, 1992). Значною є чисельність окремих видів птахів. Так, наприклад, у стиглих та пристигаючих грабово-дубових ділянках щільність мухоловки білошийої становить 1,4-4 пар/км2, а дятла середнього — 5-12,9 пар/км2. Щільність інших видів птахів така: вівчарика жовтобрового — 1,7-8 пар/км2, синиці блакитної- 1,4-19 пар/км2, зяблика- 1,7-33 пар/км2.
У цьому фауністичному комплексі також представлено найбільшу кількість рідкісних видів хребетних тварин: 15 видів, занесених до Червоної книги України (71,4 % від усієї кількості червонокнижних хребетних, що зустрічаються на досліджуваній території) — мідянка (Coronella austriaca), лелека чорний, лунь польовий (Circus cyaneus), змієїд (Circaetus gallicus), підорлик малий (Aquila ротагіпа), беркут (Aquila chrysaetus), орлан-білохвіст (Haliaeetus albicilla), журавель сірий, пугач (Bubo bubo), сорокопуд сірий, рись звичайна (Lynx lynx), горностай (Mustela erminea), норка європейська (Mustela lutreola), борсук (Meles meles) і бізон європейський (Bison bonasus), 8 видів, занесених до Європейського Червоного списку тварин, що перебувають під загрозою зникнення у світовому масштабі (100 %) — орлан-білохвіст, деркач (Crex сгех), рись звичайна, вовк (Canis lupus), ведмідь бурий (Ursus arctos), видра річкова, вовчок горішниковий і бізон європейський; 11 видів, занесених до Червоного списку Міжнародного Союзу Охорони Природи (73,3 %) — тритон гребенястий (Trilurus crislatus), кумка звичайна (Bombina bombina), квакша (Hyla arborea), черепаха болотна, ящірка живородна (Lacerta vivipara), деркач, норка європейська, видра річкова, бобер річковий, вивірка звичайна (Sciurus vulgaris) і бізон європейський.

### Фауністичний комплекс соснових лісів
Представлений на значній площі, але він помітно бідніший за видовим складом. Причому найбіднішими за цим показником є молоді культури сосни (особливо непроріджені), більш багатими середньовікові і пристигаючі насадження, а також сосняки з домішкою ялини звичайної, дуба звичайного та інших порід і з добре розвиненим підліском. У цьому фауністичному комплексі нараховано 101 вид хребетних тварин.
Перше місце як за видовим складом, так і за чисельністю займають птахи (67 видів), серед яких домінують горобцеподібні. У меншій кількості трапляються ссавці, земноводні та плазуни. Типовими представниками цього комплексу є, зокрема, жаба гостроморда, дятел звичайний (Dendrocopus major), зяблик, вівчарик-ковалик, дрізд співочий, вільшанка, дрізд чорний, золотомушка жовточуба (Regulus regulus), гаїчка чорноголова (Farns monlanus), синиця чубата (Parus cristatus) та велика, білка звичайна та інші.
Для цього комплексу щільність зокрема дятла звичайного становить 5-20 пар/км2, щеврика лісового (Anthus trivialis) — 0,8-17,5 пар/га, зяблика — 10-122,5 пар/км2, дрозда співочого — 0,8-7,5 пар/км2, дрозда чорного — 6-15 пар/км2. Мисливські види ссавців у цьому фауністичному комплексі щільністю поступаються широколистяним лісам, що пов'язано передусім із захисними функціями та кормовою базою.
У цьому фауністичному комплексі також представлено велику кількість рідкісних видів хребетних тварин: 14 видів, занесених до Червоної книги України (66,6 % від усієї кількості червонокнижних хребетних, що зустрічаються на досліджуваній території) — мідянка, лелека чорний, змієїд, підорлик малий, орлан-білохвіст, глушець, журавель сірий, пугач, сорокопуд сірий, рись звичайна, горностай, норка європейська, борсук і бізон європейський; 5 видів, занесених до Європейського Червоного списку тварин, що перебувають під загрозою зникнення у світовому масштабі (62,5 %) — орлан- білохвіст, рись звичайна, вовк, видра річкова і бізон європейський; 6 видів, занесених до Червоного списку Міжнародного Союзу Охорони Природи (40,0 %) — кумка звичайна, черепаха болотна, ящірка живородна, норка європейська, білка звичайна і бізон європейський. 

### Фауністичний комплекс лук
Характерний для незначних площ і є дещо біднішим за видовим складом, порівняно із лісовими. Склад хребетних формують представники 90 видів. У цьому фауністичному комплексі найбільш представлено ссавців (23 види) і птахів (53 види), дещо менш чисельними є земноводні та плазуни. Серед останніх переважають мігруючі види. До типових представників цього комплексу належать ропухи зелена (Bufo viridis) і сіра (Bufo bufo), ящірки прудка (Lacerta agilis) та живородна, чайка (Vanellus vanellus), жайворонок польовий (Alauda arvensis), шеврик лучний (Anthus pratensis), плиска жовта (Motacilla flava), трав'янка лучна (Saxicola rubetrd), вівсянка очеретяна (Emberiza schoeniclus), ласка (Mustela nivalis), заєць сірий (Lepus europaeus), мишка лучна (Micromys minutus).
Щільність окремих видів птахів у цих комплексах є низькою, що свідчить про наявність переважно малопродуктивних лук, сформованих на супіщаних ґрунтах, а також на осушених торфовищах у долинах малих річок. Так, для плиски жовтої і трав'янки лучної щільність становить менше 1 пари/км2. Низькою є щільність чайки — менше І пари/км2, за щільності виду для Середньої Європи 1-10 пар/км2.
У цьому фауністичному комплексі також представлено значну кількість рідкісних видів хребетних тварин: 11 видів, занесених до Червоної книги України (52,3 % від усієї кількості червонокнижних хребетних, що зустрічаються на досліджуваній території) — лелека чорний, лунь польовий, змієїд, підорлик малий, журавель сірий, пугач, сорокопуд сірий, горностай, норка європейська, видра річкова, бізон європейський; 5 видів, занесених до Європейського Червоного списку тварин, що перебувають під загрозою зникнення у світовому масштабі (62,5 %) — орлан-білохвіст, деркач, вовк, видра річкова, бізон європейський; 5 видів, занесених до Червоного списку Міжнародного Союзу Охорони Природи (33,3 %) — кумка звичайна, деркач, норка європейська, видра річкова, бізон європейський.

### Фауністичний комплекс боліт
Представлено на незначних площах і він є одним з найбідніших за видовим складом хребетних, який формують представники 72 видів. У цьому фауністичному комплексі найбільш представлено птахів (38) і ссавців (17 видів), значно менше тут земноводних і плазунів. До типових представників цього комплексу належать жаба гостроморда, ящірка живородна, вуж звичайний (Natrix natrix), журавель сірий, баранець звичайний (Gallinago gallinago), вівсянка очеретяна, горностай. При цьому раніше звичайний для цього комплексу баранець звичайний помітно скоротив свою чисельність через осушення заплав малих річок. Незначна щільність тут, зокрема, луня очеретяного (Circus aeruginosas) — до 2 пар/км2.
У цьому фауністичному комплексі також представлено найбільшу кількість рідкісних видів хребетних тварин: 11 видів, занесених до Червоної книги України (56,8 % від усієї кількості червонокнижних хребетних, що зустрічаються на досліджуваній території) — лелека чорний, лунь польовий, змієїд, підорлик малий, глушець, журавель сірий, пугач, сорокопуд сірий, горностай, норка європейська і видра річкова; 3 види, занесені до Європейського Червоного списку тварин, що перебувають під загрозою зникнення у світовому масштабі (37,5 %) — деркач, вовк і видра річкова; 8 видів, занесених до Червоного списку Міжнародного Союзу Охорони Природи (53,3 %) — тритон гребенястий, кумка звичайна, квакша, черепаха болотна, ящірка живородна, деркач, норка європейська і видра річкова.

### Фауністичний комплекс водойм
Представлено на незначній площі, проте він є одним з найбагатших за видовим складом — хребетних у ньому нараховується 124 види. Найбільш характерною групою для цього фауністичного комплексу є птахи (72 види), зокрема водоплавні та навколоводні, а також кісткові риби, Ссавців представлено 16 видами. До типових представників цього комплексу належать жаби ставкова (Rana esculenta) та озерна (Rana ridibunda), черепаха болотна, пірникози мала (Podiceps ruficollis) та велика (Podiceps cristatus), крижень (Anas platyrhynchos), лунь очеретяний (Circus aeruginosas), курочка водяна (Gallinula chloropus), лиска (Fulica atra), крячок річковий (Sterna hirundo, очеретянки ставкова (Acrocephalus scirpaceus) та велика (Acrocephalus arundinaceus), бобер, нориця водяна (Arvicola amphibius) та деякі інші.
Серед специфічних видів, які важко піддаються реєстрації унаслідок потайного способу життя варто відмітити пірникозу малу і погонича малого (Porzana parva), які хоча і є відносно рідкісними, проте заселяють переважну більшість водойм, в тому числі й лісові стави (пірникоза мала). Чисельність цих видів на окремих водоймах (6-40 га) становить 1-2 пари.
Індикаторними видами цих угідь та їхнього екологічного стану є бобер річко- вий, нориця водяна та черепаха болотна. Остання помітно скоротила свою чисель- ність унаслідок тотального розорювання їх кладок лисицею та деякими іншими ссавцями. У цьому комплексі природним шляхом з'явилася акліматизована дещо раніше в інших місцях ондатра (Ondatra zibethicus), чисельність якої спочатку була відносно високою, а тепер (як і в інших місцях) зменшилась.
У зв'язку із маловодністю цієї території (відсутність середніх та великих річок, озер, комплексів ставів тощо), водоплавні та водно-болотяні птахи, в тому числі і мисливські, мають низьку чисельність. Про дефіцит місць гніздування водоплавних птахів за наявності відносно непоганої кормової бази свідчить той факт, що більшість крижнів і чирянок великих (Anas querquedula) гніздяться по меліоративних канавах навіть серед напівзімкнутих лісових ділянок.
У цьому фауністичному комплексі також представлено значну кількість рідкісних видів хребетних тварин: 8 видів, занесених до Червоної книги України (28 % від усієї кількості червонокнижних хребетних, що зустрічаються на досліджуваній площі) — лелека чорний, чернь білоока, гоголь, скопа, орлан- білохвіст, горностай, норка європейська і видра річкова; 2 види, занесені до Європейського Червоного списку тварин, що зперебувають під загрозою зникнення у світовому масштабі (25 %) — орлан-білохвіст і видра річкова; 8 видів, занесених до Червоного списку Міжнародного Союзу Охорони Природи (53,3 %) — карась золотистий, бичок річковий, тритон гребенястий, кумка звичайна, квакша, черепаха болотна, видра річкова і бобер річковий.

### Фауністичний комплекс населених пунктів та агроландшафтів
Цей комплекс хоча і займає порівняно незначну площу, проте є одним з відносно багатих за видовим складом — представляє 91 вид хребетних тварин, зокрема 70 видів птахів і 15 видів ссавців; значно менше туг мешкає земноводних і плазунів. До типових представників цього комплексу належать ропуха сіра, жайворонок польовий, горобці польовий (Passer montanus) та хатній (Passer domesticus), ластівка сільська (Hirundo rustica), миша звичайна (Mus nmsculus), пацюк мандрівний (Rattus norvegicus) та деякі інші.
Щільність населення окремих птахів така: жайворонок польовий — 2-25 пар/км2, плиска жовта і трав'янка лучна — до 5 пар/км2.
У цілому тваринний світ агроландшафтів збіднений, навіть порівняно із суміжними ділянками, що зумовлено передусім низькими якостями супіщаних ґрунтів, а відтак — збідненістю рослинних кормів, необроблюваністю значної частини сільськогосподарських земель та їх забур'яненістю.
Для цього комплексу (зокрема у населених пунктах) відмічено 2 нових види, які, природно розширяючи свій ареал, мешкають тут з 1970-80-х років — це горлиця садова (Streptopelia decaocto) і дятел сирійський (Dendrocopos syhacus). У цьому фауністичному комплексі також представлено певну кількість рід- кісних видів хребетних тварин: 5 видів, занесених до Червоної книги України (23,8 % від усієї кількості червонокнижних хребетних, що зустрічаються на досліджуваній території) — лунь польовий, балобан, сорокопуд сірий, горностай і бізон європейський; 2 види, занесені до Європейського Червоного списку тварин, що перебувають під загрозою зникнення у світовому масштабі (25 %) — деркач і бізон європейський; 2 види, занесені до Червоного списку Міжнародного Союзу Охорони Природи (13,3 %) — деркач і бізон європейський. Раритетна компонента фауни хребетних тварин За результатами багаторічних досліджень фауни хребетних на характеризованій території зареєстровано 21 вид, занесений до Червоної книги України (1994): мідянка, лелека чорний, чернь білоока (Aythya пугоса), гоголь (Bucephala clangula), скопа (Pandion haliaetus), лунь польовий, змієїд, підорлик малий, беркут, орлан-білохвіст, балобан (Falco cherrug), глушець (Telrao urogallus), журавель сірий, пугач, сорокопуд сірий, рись звичайна, горностай, норка європейська, борсук, видра річкова, бізон європейський, 8 видів, занесених до Європейського Червоного списку тварин, що перебувають під загрозою зникнення у світовому масштабі (1991): орлан-білохвіст, деркач, рись звичайна, вовк, ведмідь бурий, видра річкова, вовчок горішниковий, бізон європейський та 15 видів, занесених до Червоного списку Міжнародного Союзу  Охорони Природи (Red List IUCN, 2000): карась золотистий (Carassius carassius), бичок річковий (Nzogobms fluviatilis), тритон гребенястий, кумка звичайна, квакша, черепаха болотна, ящірка живородна, чернь білоока, деркач, баранець великий, норка європейська, видра річкова, бобер річковий, білка звичайна, бізон європейський.
Крім того на досліджуваній території зустрічається 206 видів хребетних, віднесених до Конвенції про охорону дикої флори і фауни та природних середовищ існування в Європі (Берн, 1979), або Бернської конвенції (Конвенція 1998 р.), 31 вид птахів, віднесений до Угоди про збереження афро-євразійських мігруючих водно-болотяних птахів (Угода 1999 р.), 3 види кажанів, віднесені до Угоди про збереження кажанів в Європі, 29 видів хребетних, віднесених до Конвенції про міжнародну торгівлю видами дикої фауни і флори, що перебувають під загрозою зникнення, або Вашингтонської конвенції (CITES).
За міжнародними критеріями ІВА-територій (території, важливі для збереження видового різноманіття та кількісного багатства птахів) Цуманську пущу віднесено до Українського та Європейського каталогів ІВА-територій. Це стало можливим завдяки показникам чисельності окремих видів, зокрема — лелеки чорного, підорлика малого, журавля сірого, деркача і пугача, а також малочисельних видів, зокрема — луня лучного Circus pygargus (1-2 гніздові пари), сови сірої Strix aluco (15-25 гніздових пар) і дятла середнього (120—180 гніздових пар).

## Рідкісні види хребетних тварин
- Мідянка Coronella austriaca Laur. Рідкісний вид, що зустрічається поодинокими особинами на сонячних галявинах та узліссях широколистяних лісів Горянського та Цуманського лісництв Цуманського держлісгоспу і Звірівського та Муравищенського лісництв Ківерцівського держлісгоспу. На окремих ділянках щільність становить 0-2 ос./км2, а середні показники — менше 0,1 ос./км2. Занесена до Червоної книги України (1994).
- Лелека чорний Ciconia nigra (L.). Рідкісний вид, що гніздиться у важкодоступних лісових масивах, часто заболочених, на ділянках зі старими вільховими та дубово-сосновими лісами. Зустрічається у Берестянському, Горянському, Партизанському, Холоневичівському і Цуманському лісництвах Цуманського держлісгоспу, Звірівському, Муравищенському і Сокиричівському лісництвах Ківерцівського держлісгоспу, а також під час харчування на луках і болотах уздовж річок Конопельки, Кормин та Сичівки і Радзивилівського каналу. На зазначеній території гніздиться 10-15 пар. Перелітний птах, зустрічається з квітня по жовтень. Занесений до Червоної книги України, охороняється Конвенцією про міжнародну торгівлю дикої фауни та флори, що перебувають під загрозою зникнення. За зазначеною чисельністю виду, який належить за класифікацією видів загальноєвропейської природоохоронної значущості до категорії, що мають несприятливий охоронний статус (SPEC3), територія, на якій він перебуває, підпадає під міжнародні критерії виділення ІВА-територій — тобто належить до територій, що забезпечують існування видів з несприятливим охоронним статусом в Європі (категорія В2).
- Чернь білоока Aythya nyroca (Giild.). Рідкісний вид, ймовірно зниклий з території, який гніздився (1-2 пари) на ставах Богуславка у 1960-80-х роках. Останні спостереження стосуються початку 1990-х років, коли на ставах спостерігалися, очевидно, пролітні поодинокі особини. Можлива поява виду в майбутньому. Перелітний птах, зустрічається з квітня по вересень. Занесений до Червоної книги України, Червоного списку МСОП, Конвенції про міжнародну торгівлю дикої фауни та флори, що перебувають під загрозою зникнення, Угоди про збереження афро-євразійських мігруючих водно-болотяних птахів. За класифікацією видів загальноєвропейської природоохоронної значущості належить до категорії видів всесвітньої природоохоронної значущості (SPEC1), тобто є глобально вразливим видом.
- Гоголь Bucepftala clangula (L.). Рідкісний вид, що спостерігається лише в окремі роки (травень 2003 р.), зокрема на невеличких лісових водоймах, проте імовірність гніздування незначна через відсутність придатних для гніздування місць. Занесений до Червоної книги України (1994), Угоди про збереження афро-євразійських мігруючих водно-болотяних птахів (1996).
- Скопа Pandion haliaetus (L.). Рідкісний вид, що в окремі роки (1996, 1997) спостерігається на ставах Богуславка як під час міграцій, так і у гніздовий період. Спостерігалися поодинокі особини. Перелітний птах, зустрічається з квітня по жовтень. Занесений до Червоної книги України, Конвенції про міжнародну торгівлю видами дикої фауни та флори, що перебувають під загрозою зникнення.
- Лунь польовий Circus cyaneus (L.). Рідкісний вид, що трапляється переважно під час міграцій. Відомі факти гніздування на вирубках та узліссях заболочених ділянок лісу Ківерцівського держлісгоспу. Занесений до Червоної книги України знаходиться під охороною Конвенції про охорону дикої фауни і флори та природних середовищ існування в Європі.
- Змієїд Circaetus gallicus (Gm.). Рідкісний гніздовий (1-2 пари) вид Зві- рівського та Муравищенського лісництв Ківерцівського держлісгоспу. Занесено до Червоної книги України, охороняється Конвенцією про охорону дикої фауни і флори та природних середовищ існування в Європі, Конвенції про міжнародну торгівлю дикої фауни та флори, що перебувають під загрозою зникнення.
- Підорлик малий Aquila pomarina C.L.Brehm. Рідкісний вид, що гніздиться у важкодоступних лісових масивах, часто заболочених, серед старих вільхових, дубово-соснових лісів. Зустрічається у Берестянському, Горинському га Партизанському лісництвах Цуманського держлісгоспу, Звірівському, Ківерцівському, Муравищенському та Сокиричівському лісництвах Ківерцівського держлісгоспу. Під час харчування зустрічається на луках, болотах уздовж р. Кормин і Радзивилівського каналу. На зазначеній території гніздиться 5-7 пар. Спостерігалися поодинокі дорослі особини або пари, а також молоді та нестатево зрілі птахи. Занесений до Червоної книги України. Охороняється Конвенцією CITES.
- Беркут Aquila chrysaeios (L.). Дуже рідкісний вид. За останні ЗО років відомий лише один (1986 р.) достовірний випадок гніздування (Волове очко…, 1993). Занесений до Червоної книги України, Червоного списку МСОП, додатку Конвенції про міжнародну торгівлю дикої фауни та флори, що перебувають під загрозою зникнення.
- Орлан-білохвіст Haliaeetus albicilla (L.). Рідкісний вид, який спостерігається в окремі зими (2000, 2003) у Звірівському і Муравищенському лісництвах Ківерцівського держлісгоспу. Занесений до Червоної книги України, Сиропейського Червоного списку, Червоного списку МСОП. Охороняється Конвенцією CITES.
- Балобан Falco cherrug Gray. Рідкісний прольотний вид. В окремі роки (1990-і) трапляються поодинокі особини на пасовищах, перелісках і луках. Занесений до Червоної книги України, Червоного списку МСОП. Охороняється Конвенцією CITES.
- Глухар, глушець Tetrao urogallus L. Рідкісний вид, очевидно зниклий з території. Гніздився у соснових лісах (1-3 пари) до середини 1980-х років Останні спостереження відносяться до початку 1990-х років, коли відмічалися окремі особини. Зустрічався у Берестянському лісництві Цуманського держлісгоспу. Можлива поява виду в майбутньому. Занесений до Червоної книги України. 13. Журавель сірий Grus grus (L.). Рідкісний вид, що гніздиться на важкодоступних болотах серед лісових масивів та уздовж Радзивилівського каналу та р. Кормин. Зустрічається у Берестянському, Горинському, Холоневичівському лісництвах Цуманського держлісгоспу, Звірівському, Муравищенському лісництвах Ківерцівського держлісгоспу, а також під час харчування на луках і болотах уздовж р. Кормин та Радзивилівського каналу. На зазначеній території гніздиться 6-10 пар. Перелітний птах, зустрічається з кінця березня по жовтень. Під час міграцій через територію пролітає 150—300 особин, частина з яких зупиняється для відпочинку і харчування. Занесений до Червоної книги України, Конвенції про міжнародну торгівлю видами дикої фауни та флори, що перебувають під загрозою зникнення, Угоди про збереження афро- євразійських мігруючих водно-болотяних птахів. За зазначеною чисельністю виду, який належить за класифікацією видів загальноєвропейської природоохоронної значущості до категорії, що мають несприятливий охоронний статус (SPEC3), територія, на якій він перебуває, підпадає під міжнародні критерії виділення ІВА-території і належать до територій, що забезпечують існування видів з несприятливим охоронним статусом в Європі.
- Деркач Сгех crex (L.). Рідкісний вид, що гніздиться на луках у долинах рік Конопелька, Кормин і Путилівка, та лісових луках Берестянського і Партизанського лісництв Цуманського держлісгоспу, Звірівського за Муравищенського лісництв Ківерцівського держлісгоспу. На зазначеній  території гніздиться у різні роки 30-60 пар. Перелітний птах, зустрічається з кінця квітня по вересень. Занесений до Європейського Червоного списку, Червоного списку МСОП. За загальноєвропейською класифікацією, належить до категорії видів всесвітньої природоохоронної значущості (SPEC1), або є глобально вразливим видом. Територія на якій він перебуває, за його чисельністю, підпадає під міжнародні критерії виділення (категорія А1).
- Баранець великий, дупель Gallinago media (Lath.). Рідкісний вид, що гніздиться на луках у заплаві р. Кормин. У гніздовий період 2002 р. зареєстровано 2 токуючих самці. На низинному болоті серед заплави р. Конопелька, гніздова популяція зникла на початку 1990-х років. Перелітний птах, зустрічається з квітня по вересень-жовтень. Занесений до Червоного списку МСОП. За загальноєвропейською класифікацією належить до категорії видів всесвітньої природоохоронної значущості (SPEC2), тобто є глобально вразливим видом.
- Пугач Bubo bubo (L.). Рідкісний вид, що гніздиться у важкодоступних лісових масивах, часто заболочених, серед старих вільхових і дубово-соснових лісів. Зустрічається у Партизанському лісництві Цуманського держлісгоспу, а також під час харчування на луках і болотах уздовж р. Кормин та Радзивилівського каналу. На зазначеній території гніздиться 1-2 пари. Осілий птах. Занесений до Червоної книги України, Конвенції про міжнародну торгівлю дикої фауни та флори, що перебувають під загрозою зникнення. За зазначеною чисельністю виду, який належить за класифікацією видів загальноєвропейської природоохоронної значущості до категорії, що мають несприятливий охоронний статус (SPEC3), територія, на якій він перебуває, підпадає під міжнародні критерії виділення ІВА-території (категорія В2).
- Сорокопуд сірий Lanius cxcubitor L. Рідкісний вид, що гніздиться переважно на узліссях, галявинах дубово-соснових лісів. Зустрічається також на чагарниках пришляхових насаджень на північ від с. Берестяне. Під час зимівлі та харчування зустрічається На луках і болотах уздовж р. Кормин, зокрема в Берестянському лісництві Цуманського держлісгоспу та Звірівському лісництві Ківерцівського держлісгоспу. На зазначеній території гніздиться 1-2 пари. Осілий та перелітний птах. Занесений до Червоної книги України. За загальноєвропейською класифікацією належить до категорії видів, що мають несприятливий охоронний статус (SPEC3).
- Рись звичайна Lynx lynx L. Рідкісний вид, ймовірно зниклий з території. Зустрічався до середини XX століття, пізніше спостерігалися лише окремі особини (останній випадок зареєстровано в період між 1987—1992 роками). Зустрічався на межі Цуманського і Горинського лісництв Цуманського держлісгоспу. Можлива поява виду в майбутньому. Занесений до Червоної книги України, Європейського червоного списку, додатків Бернської Конвенції та Конвенції CITES.
- Вовк Cams lupus L. Рідкісний вид, який зустрічається у захаращених ділянках лісів, важкодоступних болотах. Спостерігаються переважно поодинокі прохідні особини в Цуманському, Горинському та Холоневичівському  лісництвах Цуманського держлісгоспу та Муравищенському лісництві Ківерцівського держлісгоспу. Занесений до Європейського червоного списку, додатків Бернської Конвенції та Конвенції CITES.
- Ведмідь бурий Ursus arctos L. Дуже рідкісний вид, що час від часу з'являється на досліджуваній території. Протягом XX століття було кілька випадків заходу цих звірів, ймовірно із південної частини Білорусі. Останні суперечливі спостереження стосуються середини червня 2001 року, коли сліди однієї особини спостерігалися у Звірівському лісництві Ківерцівського держлісгоспу. Занесений до Європейського Червоного списку. Охороняється Бернською та CITES Конвенціями.
- Горностай Mustela erminea L. Рідкісний вид, який зустрічається уздовж річок Кормин, Конопелька і Путилівка, по заболочених лісових масивах, (окрема у Бересгянському та Цуманському лісництвах Цуманського держлісгоспу, а також уздовж ставів Богуславки. Осілий вид. Занесений до Червоної книги України, Європейського червоного списку, додатку III Бернської Конвенції.
- Норка європейська Mustela lutreola L. Рідкісний вид, що зникає з території, унаслідок витіснення акліматизованим видом — норкою американською. До середини XX століття був малочисельним, а подекуди і звичайним видом. Зустрічається уздовж ріки Кормин, по заболочених лісовий масивах. В останні роки спостерігаються лише поодинокі особини, зокрема Є Цуманському лісництві Цуманського держлісгоспу. Осілий та кочовий вид. Занесений до Червоної книги України, Червоного списку МСОП, додатку ІІ Конвенції про охорону дикої фауни і флори та природних середовищ існування в Європі.
- Борсук Meies meles L. Рідкісний вид, який зустрічається переважно в широколистяних або мішаних лісах одинокими поселеннями, зокрема у Бересгянському, Горинському, Партизанському і Цуманському лісництвах Цуманського держлісгоспу, Звірівському лісництві Ківерцівського держлісгоспу. Чисельність 15-20 сімей. Осілий вид. Занесений до Червоної книги України, додатку III Бернської Конвенції.
- Видра річкова Lutra lutra L. Рідкісний вид, який зустрічається на річках Кормин та Конопелька, рідше на р. Путилівка, ставах Богуславка, окремих канавах та каналах серед заболочених лісових масивів у Бересгянському лісництві Цуманського держлісгоспу, Дернівському лісництві Ківерцівського міжгосподарського спеціалізованого лісогосподарського підприємства та Звірівському лісництві Ківерцівського держлісгоспу. Занесений до Червоної книги України, Європейського Червоного списку, Червоного списку МСОП, додатків Бернської Конвенції та Конвенції CITES.
- Вовчок горішниковий Muscardinus avellanarius L. Рідкісний вид. Зустрічається поодинокими особинами біля галявин та просік на ділянках широколистяних лісів, переважно з густим підліском (в тому числі із ліщини), зокрема — у кв. 27 Горинського лісництва і кв. З Цуманського лісництва Цуманського держлісгоспу. Гнізда будує серед густого сплетіння гілочок чагарників. Чисельність незначна. Занесений до Європейського Червоного списку, Червоного списку МСОП.
- Зубр, бізон європейський Bison bonasus L. Рідкісний вид, який в окремі роки з'являється під час сезонних кочівель із Звірівського державного мисливського господарства через Партизанське лісництво Цуманського держлісгоспу. Тут протягом 1989—1994 років спостерігалися окремі особини або ж невеликі групи з 2-4 особин. У Звірово-Котівських лісах (в межах Звірівського та Муравищенського лісництв Ківерцівського держлісгоспу) мешкає основне стадо бізонів європейських, або зубрів. Завезений сюди у 1965 році, вид досяг максимальної чисельності у 205 голів у 1991 році. Але пізніше, унаслідок послаблення заходів щодо охорони зубра з боку Звірівського мисливського господарства та інтенсифікації ведення лісового господарства у Ківерцівському держлісгоспі, чисельність виду почала падати, і станом на кінець 2003 року, очевидно, становить 25-35 особин (чисельність достовірно так і не встановлено). При цьому розрахункова оптимальна чисельність зубра для цих угідь становить 65 голів. Занесений до Червоної книги України, Європейського Червоного списку, Червоної книги Міжнародного Союзу Охорони Природи.

Для інших видів хребетних тварин, які занесені до Європейського Червоного списку і Червоного списку МСОП, окрему характеристику не подано через те, що ці види для даної території відносно звичайні і переважно широко розповсюджені.